# Viva Engage
Viva Engage (dříve Yammer) je podniková sociální síť, která se používá především pro soukromou komunikaci v rámci organizace, ale také pro sítě zahrnující různé organizace. Přístup k síti Yammer je určen internetovou doménou uživatele, takže se do příslušných sítí mohou připojit pouze osoby se schválenými e-mailovými adresami.
Služba vznikla jako interní komunikační systém pro genealogický web Geni.com, a jako samostatný produkt byla spuštěna v roce 2008. Společnost Microsoft později v roce 2012 koupila Yammer za 1,2 miliardy USD. V současné době je Yammer součástí všech podnikových plánů služby Microsoft 365.

## Historie

### Před akvizicí
V roce 2008 vytvořil David O. Sacks Yammer jako interní funkci pro společnost Geni. Yammer získal na TechCrunch50 hlavní cenu, což mu umožnilo vložit do projektu další peníze. Již na počátku bylo stanoveno, že k používání služby Yammer bude vyžadována firemní e-mailová adresa.
V roce 2009 prošel Yammer prvním redesignem. Hlavní sada funkcí zahrnovala profily, profilové fotografie pro skupiny, návrhy na sledování a produkt nazvaný „YammerFox“, což bylo rozšíření pro Firefox, které koncovému uživateli zobrazovalo upozornění na přijatou zprávu.
V roce 2010 byly v aplikaci spuštěny nové integrace, například ankety, chat, události, odkazy, témata, otázky, odpovědi a nápady. Yammer také spustil svůj vlastní obchod s aplikacemi, který zahrnoval Crocodoc a Zendesk. V té době se počet uživatelů platformy Yammer rozrostl na více než 1 milion. Yammer také vydal integraci s SharePoint 2007 a přešel na Scalu pro práci v reálném čase. Yammer se také stal jedním z největších poskytovatelů služeb v oblasti komunikace.
V roce 2011 společnost Yammer přešla z jazyka Scala zpět na Javu pro práci v reálném čase kvůli složitosti zavádění jazyka Scala. Yammer Notifications byl vydán jako náhrada za YammerFox. Během tohoto období společnost Yammer rozšířila svou uživatelskou základnu na 4 miliony uživatelů.
V roce 2012 společnost Yammer koupila OneDrum. Tato akvizice umožnila společnosti Yammer implementovat editaci dokumentů v reálném čase a také historii editace dokumentů. Společnost Yammer byla následně zakoupena společností Microsoft za 1,2 miliardy USD. Společnost Microsoft oznámila, že tým Yammer bude začleněn do divize Microsoft Office, ale bude nadále podřízen společnosti Sacks. Společnost Yammer se stala součástí divize Microsoft Office.

### Po akvizici
V roce 2013 Microsoft integroval Yammer do Dynamics CRM a předplatné Yammeru zařadil do svých podnikových plánů Office 365. V roce 2014 Microsoft oznámil, že vývoj Yammeru se přesouvá do vývojového týmu Office 365, a Sacks oznámil, že opouští Microsoft i Yammer. Yammer také umožnil přihlašování prostřednictvím Office 365, a také se začal zobrazovat v záhlaví Office 365 pro výběr koncovými uživateli.
V roce 2015 společnost Yammer odstranila několik funkcí souvisejících se spoluprací se službou SharePoint, včetně podpory služby SharePoint Server 2013. Obnoven byl důraz na Yammer Embed Feed.
V roce 2016 společnost Yammer zrušila plán Yammer Enterprise Plan kvůli přechodu na obecnější strukturu předplatného Office 365. Zároveň oznámila, že Yammer bude integrován se skupinami Office 365 a také umožní koncovým uživatelům vytvářet a upravovat dokumenty Word, PowerPoint a Excel pomocí Office Online.
V roce 2019 společnost Microsoft oznámila „nový Yammer“, který se vyznačoval redesignem založeným na systému Fluent Design System společnosti Microsoft. V listopadu téhož roku oznámila plnou integraci do Microsoft Teams, konkurenčního produktu společnosti Microsoft ke službě Slack. V roce 2020 Yammer představil funkci M365 Native mode.